# ميتلاند مايج
ميتلاند مايج (بالإنجليزية: Maitland Madge)‏ هو عسكري أسترالي، ولد في مارس 1894 في كوكتاون في أستراليا، وتوفي في 7 يونيو 1944 في شانغي ‏ في سنغافورة.